# Rolava (Přebuz)
Rolava (německy Sauersack) je zaniklá obec v Krušných horách, která se nacházela přibližně 1,5 km severně od Přebuzi v okrese Sokolov v Karlovarském kraji. Část obce se nacházela v plochém údolí říčky Rolavy podél silnice z Přebuzi do Kraslic, většina stavení však byla rozseta po stráních nad levým břehem říčky Rolavy. Střed obce se nacházel vlevo od silnice do Jelení. Po druhé světové válce zde bylo vedeno 191 domů.
Název obce byl odvozen od polohy na bažinatých loukách pod Rolavským vrchem (950 m n. m.). Český název Rolava byl stanoven v roce 1947 od protékající říčky Rolavy (německy Rohlau).
Rolava je také název katastrálního území o rozloze 11,18 km². Zasahuje do něj část ptačí oblasti Západní Krušné hory.

## Historie
Osada byla založena zřejmě v 1. polovině 17. století, i když cínová ruda se zde rýžovala již dříve.
První písemná zmínka o obci pochází z roku 1654, kdy je uvedena v berní rule. Do roku 1850 byla součástí nejdeckého panství, které bylo v té době v držení rodu Veithů. Roku 1850 se stala samostatnou obcí. V letech 1869 až 1890 byla obcí v okrese Kraslice, v letech 1910 až 1930 částí obce Přebuz. Úpadek hornictví v polovině 19. století nutil obyvatele hledat nové zdroje obživy. Vedle paličkování, které se zde rozvíjelo již od 17. století, to byla od 19. století také výroba perleťových knoflíků. Tyto ruční práce byly záležitostí celé rodiny, paličkovaly nejen ženy, ale i muži. Od 20. let 20. století se na Rolavě šily bavlněné i kožené rukavice pro firmy v Aši a Perninku. V obci, nedaleko pošty a dnes jediného původního rolavského domu (převedeného ovšem pod Přebuz), stála kaple Panny Marie Pomocné z let 1826–1827. Obec měla jednotřídní a od roku 1890 novou, čtyřtřídní školu. V letech 1913–1914 byla postavena nová silnice z Přebuzi do Stříbrné, která procházela i Rolavou.
Zánik obce způsobilo její vylidnění po odsunu německého obyvatelstva a začlenění do hraničního pásma v roce 1951. Tím bylo znemožněno případné dosídlení a následně proběhla i demolice zde stojících stavení. Jedinou stavbou, která se zachovala, je budova bývalé pošty. Na základech ostatních domů na svahu Rolavského vrchu vyrůstají mladé smrky.
Nyní slouží bývalá obec jako rekreační místo chalupářů.

### Hornictví

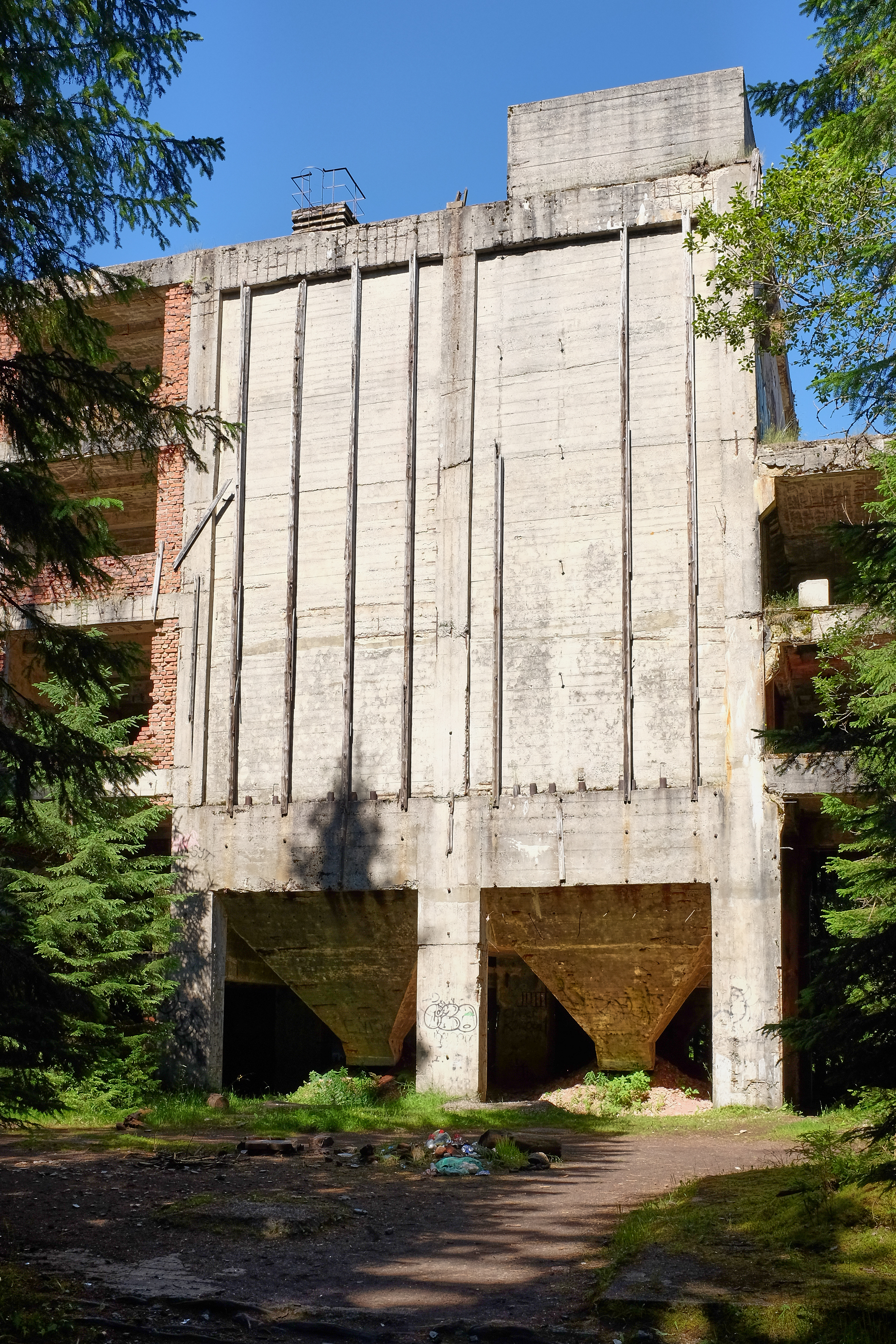
Zbytek skeletu úpravny rud

Příchod lidí do oblasti Rolavy v období kolonizace je spojený s rýžováním cínové rudy kasiteritu. Rýžování zde probíhalo možná již ve 12. a 13.  století, což nelze doložit písemnými materiály. Nejstarší písemný záznam o hledání cínové rudy pochází z roku 1494. Jedná se o soudní spor k cínovému právu k místu zvanému Sawersack. V nejdecké horní knize se vyskytují záznamy o propůjčení velkého počtu rýžovnických dílů na Rolavě po roce 1556. Na starých mapách z první poloviny 19. století je vidět celý horní tok Rolavy lemovaný souvislým pásmem sejpů. Začátky hlubinného dobývání jsou doloženy záznamy z 16. století, první pokusy o hlubinnou těžbu však byly nejspíš již v 15. století. Na ložisku bylo dobýváno více než 60 rudních žil. V době největšího rozkvětu za Šliků, v druhé polovině 16. století, drtilo rudu 12 stoupoven podél říčky Rotavy. V 17. století však intenzita dobývání klesala a ke konci století téměř zanikla. K oživení těžby došlo počátkem 20. století. Byla obnovena dědičná štola Jiří a vyhloubeny 4 výdušné jámy. Za druhé světové války byl mezi Rolavou a Jelením vybudován firmou Zinnbergbau Sudetenland závod na těžbu a úpravu cínových rud. Ambiciózní projekt byl firmě vnucen nacistickým režimem, rozvíjel se pod časovým tlakem a s výjimkou závěrečných měsíců provozu skončil hospodářským fiaskem. Areál měl tři sektory, průmyslovou část se správní budovou, těžní jámou a gravitační úpravnou, civilní obytný sektor a nakonec přísně střežený sektor zajateckého tábora. V dolech a povrchových provozech bylo nasazeno v různých obdobích druhé světové války 300 až 450 zajatců z Francie a Sovětského svazu, dále kolem 200 totálně nasazených Poláků, Ukrajinců, Řeků, Italů, Holanďanů, Čechů, přinucených německých horníků a zavlečených etnických Němců z Bukoviny. Těžba a úprava cínové rudy probíhala až do května 1945.
Celému rozsáhlému areálu, se lidově říká „cíňák“. Dodnes (rok 2016) zde stojí torza pětipatrové budovy zásobníku rudniny, haly gravitačního rozdružování a kruhový bazén na zahušťování kalů. Dochovaly se také betonové základy řady pomocných budov. Dřevěné budovy, zejména zajateckého tábora, byly zcela likvidovány. Podzemní zatopený labyrint průzkumných, těžebních, dopravních a odvodňovacích chodeb důlního závodu Rolava měří 14 km. Je zdokumentovaný, stejně jako gravitační úpravna s technologií firmy Krupp. V roce 2012 byl tento areál s jedinečně pestrou biodiverzitou, s výskytem chráněných druhů rostlin a živočichů začleněn do národní přírodní rezervace Rolavská vrchoviště. Kromě cínové rudy se na Rolavě dobývaly v 19. století také manganové a železné rudy. V okolí Rolavy se od 19. století až do první republiky těžila v okolních rašeliništích rašelina. Rašelina sloužila především pro vytápění v domácnostech, kde nahrazovala drahé dřevo. Jedno z míst, kde se těžila rašelina, bylo v roce 1992 vyhlášeno přírodní památkou Přebuzské vřesoviště.
Místo areálu bývalé úpravny rud přilákalo i filmaře, kteří zde natáčeli epizodu detektivního seriálu Rapl v hlavní roli s hercem Hynkem Čermákem.

## Obyvatelstvo
Při sčítání lidu v roce 1921 zde žilo 951 obyvatel (z toho 444 mužů), z nichž bylo deset Čechoslováků, 940 Němců a jeden cizinec. Většina lidí se hlásila k římskokatolické církvi, ale šest lidí patřilo k evangelickým a 31 k jiným nezjišťovaným církvím. Deset lidí se nehlásilo k žádné církvi. Podle sčítání lidu z roku 1930 měla vesnice 1 016 obyvatel: patnáct Čechoslováků, tisíc Němců a jednoho cizince. Převažovala římskokatolická většina, ale počet členů jiných nezjišťovaných církví vzrostl na 72, tři lidé patřili k evangelickým církvím a dvanáct jich bylo bez vyznání.
| Rok            | 1869  | 1880  | 1890  | 1900  | 1910  | 1921 | 1930  | 1950 | 1961 | 1970 | 1980 | 1991 | 2001 | 2011 |
| -------------- | ----- | ----- | ----- | ----- | ----- | ---- | ----- | ---- | ---- | ---- | ---- | ---- | ---- | ---- |
| Počet obyvatel | 1 024 | 1 017 | 1 093 | 1 061 | 1 162 | 951  | 1 016 | 16   | –    | –    | –    | –    | –    | –    |
| Počet domů     | 132   | 145   | 150   | 158   | 135   | 135  | 157   | 152  | –    | –    | –    | –    | –    | –    |